# 阿列克谢·布加耶夫
阿列克谢·伊万诺维奇·布加耶夫（俄语：Алексе́й Ива́нович Буга́ев；1981年8月25日—2024年12月29日）是一名俄罗斯职业足球运动员，司职后卫。之後因為分销毒品罪而入獄，並參與俄烏戰爭替代刑罰，最終在烏克蘭戰死。

## 俱乐部生涯
布加耶夫曾效力于托木斯克汤姆、莫斯科鱼雷、莫斯科火车头、希姆基和克拉斯诺达尔。

## 国家队生涯
2004年，首次代表俄罗斯出场，在对阵奥地利战平的友谊赛中踢满全场。之后参加了2004年欧洲杯，在1-0输给西班牙的比赛中，他没有上场，但在0-2输给葡萄牙和2-1战胜希腊的比赛中踢满了90分钟。在2006年世界杯预选赛中，参与了三场，在4-0战胜卢森堡和爱沙尼亚的比赛中踢满全场，在对阵葡萄牙的比赛中以1-7的比分输掉了比赛。2005年，他在对阵意大利的友谊赛中最后一次为俄罗斯出场。2010年，宣布退役。

## 个人生活
1981年8月25日出生于莫斯科。他的父亲是伊万·伊万诺维奇，母亲是瓦伦蒂娜·尼古拉耶夫娜。阿列克谢是家里的第二个孩子，他有一个哥哥谢尔盖、一个弟弟安德烈和一个妹妹朱莉娅。
2010年退役后，从事货物运输工作，并开办一个废纸收集点。2015年，在接受《苏维埃体育报》采访时，他表示结束职业生涯不是因为一再违反体育制度，而是因为需要与家人在一起。根据瓦列里·彼得拉科夫的说法，在同年秋天的电话交谈中，布加耶夫说他在一家建筑公司工作。
2023年10月28日，布加耶夫在克拉斯诺达尔被捕，因其持有495克的甲氧麻黄酮，而且在逮捕期间抗拒警察，被行政拘留7天。
2024年9月24日，布加耶夫承认分销毒品罪，被克拉斯诺达尔边疆区新库班斯克区法院判处九年半监禁。服刑期间，布加耶夫为免除刑罚而参军。
2024年12月29日，布加耶夫在俄乌战争中阵亡。

## 荣誉

### 莫斯科火车头
- 独立国家联合体杯：2005
- 俄罗斯超级杯：2005
- 俄罗斯足球超级联赛第三名：2005

## 相关链接
- Profile at RussiaTeam （俄語）